# Louise Nys Bruggeman
Pour les articles homonymes, voir Nys et Bruggeman.
 (décembre 2018).
Louise Nys Bruggeman, née Louise Bruggeman à Renaix le 24 février 1923 et morte à Tournai le 12 mai 2013, est une artiste peintre belge,.

## Biographie
Elle a été l'élève de José Storie (nl) à Bruges et de Marcel Hastir à Bruxelles.
Elle est membre de plusieurs associations internationales : Mérite artistique européen, Conseil Européen d'Art et d'Esthétique, Académie Internationale de Lutèce, Fédération de la Culture Française. (source : annuaire artistique "Artistes et Galeries")
Elle vécut à Tournai où elle est morte en mai 2013. Elle repose au cimetière de Kain.

## Œuvre
On lui doit des portraits dont celui de l'écrivain et académicien René Huyghe de l'Académie française..
À propos de ce portrait :
Réaliser le portrait de René Huyghe, de l'Académie Française, n'est assurément pas à la portée de maints artistes contemporains et Louise Nys-Bruggeman peut en retirer une légitime fierté. Que l'un des esprits les plus féconds qu'ait inspirés l'histoire de l'art se voit prêté au pinceau d'une artiste accomplie, certes, mais n'ayant pas figure dans les cimaises les plus prestigieuses retient l'attention sur le métier de l'artiste, et sa conception du portrait. L'on sait que le modèle, pour le peintre, est autant motif à faire preuve de vérité plastique, que d'y apporter son "ego", se l'assujettir à sa vision personnelle. Rien de ce genre, apparemment, dans les portraits de cette artiste qui s'en tient, avec bonheur, à la rigueur classique des grands portraitistes des 17e et 18e siècles. Mais d'une rigueur non dépourvue d'une sensibilité contenue, d'une connivence affichée avec le modèle. Louise Nys-Bruggeman regarde ce modèle avec une indéniable acuité, mais en se laissant pénétrer par sa personnalité. C'est un pari difficile, car faute de cette communication diffuse, presque instantanée, l'on risque de tomber dans le conventionnel, du type "galerie d'ancêtres". Louise Nys-Bruggeman s'investit sans difficulté dans ce type d'échange. Elle est servie par un superbe métier que l'on retrouve dans ses marines, fleurs et paysages, qu'un critique a décrits "d'une poésie prenante". Cette artiste a eu les honneurs du Salon des Artistes français et poursuit une carrière discrète, trop discrète. (L. De M., Ars Libris, 1998).

## Expositions
Louise Nys Bruggeamn a exposé :
- au salon des Arts de Bruxelles,
- au salon Mérite artistique européen de Coxyde,
- au salon des Artistes Français au Grand-Palais de Paris,
- au salon international de Blois,
- au salon d'ensemble de Deauville,
- aux salons internationaux de Québec et New-York,
- expositions individuelles à la galerie Baron Steens de Bruxelles en 1973 et 1976 ; Galeries de Mérode (Bruxelles) en 1991.

## Prix et récompenses
- Médaille d'or à l'Académie des Beaux-Arts[Laquelle ?][Quand ?]